# Ривароне
Риваро̀не (на италиански: Rivarone; на пиемонтски: Rivaròn, Риварон) е село и община в Северна Италия, провинция Алесандрия, регион Пиемонт. Разположено е на 103 m надморска височина. Населението на общината е 371 души (към 2010 г.).